# Un uomo tranquillo (film 1952)
Un uomo tranquillo (The Quiet Man) è un film commedia del 1952 diretto da John Ford. Fu presentato in concorso nella selezione ufficiale della 13ª Mostra internazionale d'arte cinematografica di Venezia (1952).
La sceneggiatura di Frank S. Nugent si basa su un racconto breve di Maurice Walsh pubblicato nel 1933 sul Saturday Evening Post. John Ford ha vinto il premio Oscar per la regia, mentre un altro premio Oscar è andato alla fotografia che ritrae una lussureggiante campagna irlandese.
Nel 2013 è stato scelto per essere conservato nel National Film Registry della Biblioteca del Congresso degli Stati Uniti d'America.

## Trama

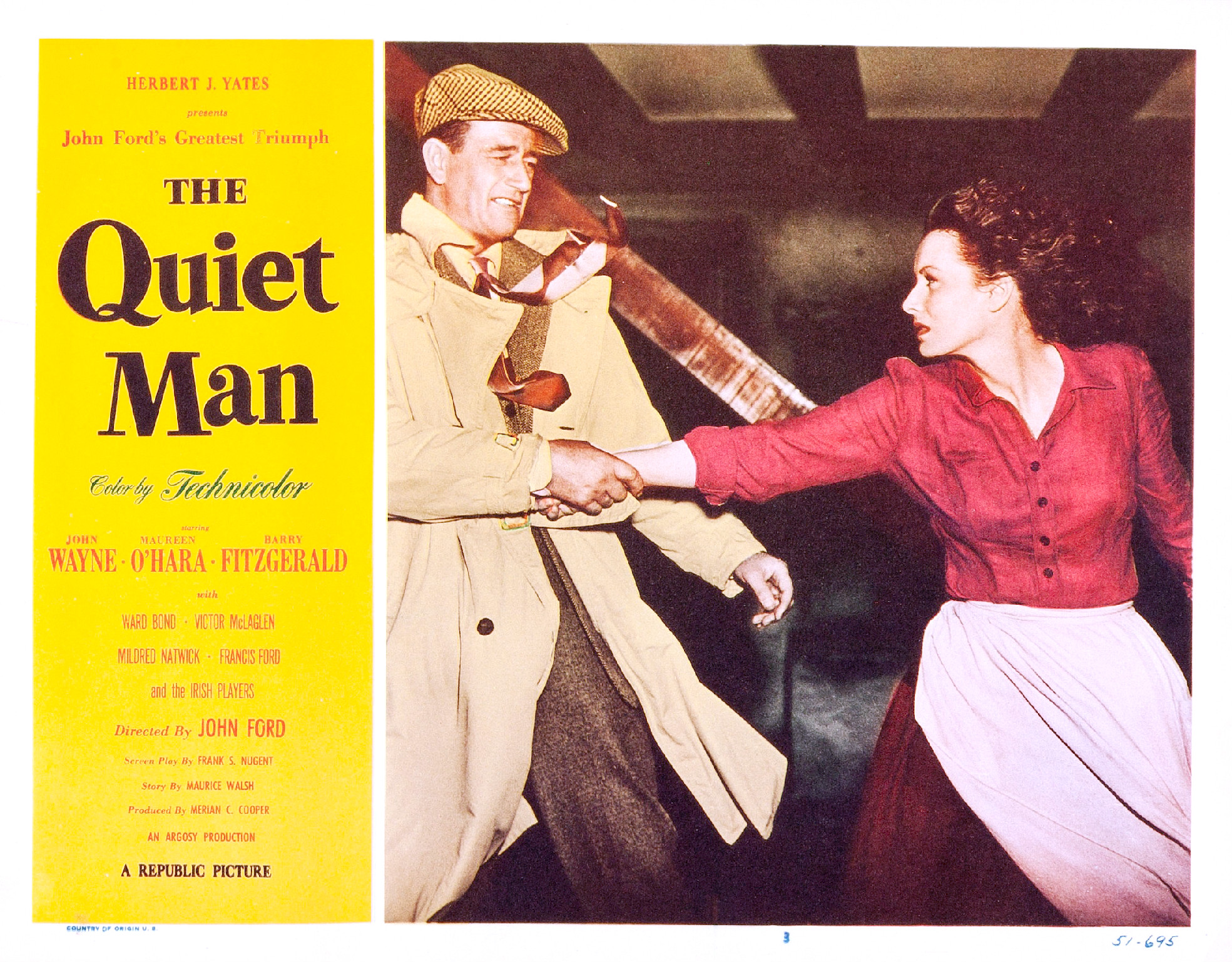
Cartolina pubblicitaria del film con i due protagonisti Sean e Mary Kate

Anni '20 del XX secolo. Sean Thornton, un americano di Pittsburgh, torna nel villaggio irlandese di Innisfree per acquistare la fattoria in cui è nato e che era di proprietà della sua famiglia prima di emigrare. È un uomo tranquillo che torna in Irlanda per ritrovare la quiete lontano dal caos americano e dalla carriera di pugile, durante la quale ha accidentalmente causato la morte di un avversario sul ring. Mentre si reca al villaggio, incontra Mary Kate Danahere si innamora della donna: una rossa dal carattere forte, sorella del prepotente proprietario terriero Will Danaher, che ambisce anch'egli all'acquisto della fattoria. Quando Sean compera la fattoria si inimica Will Danaher il quale, saputo dell'interessamento dell'americano per la sorella, osteggia il loro fidanzamento.

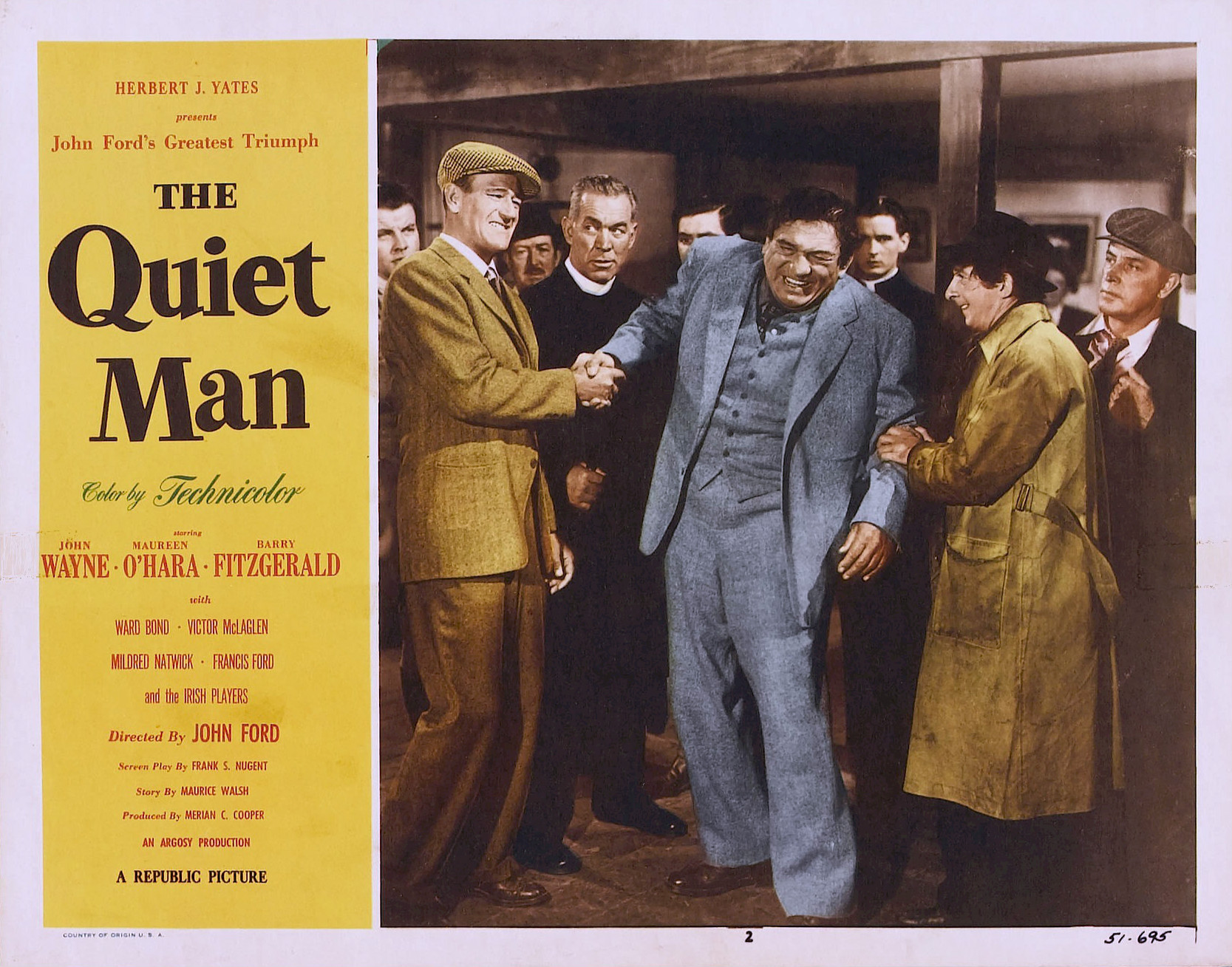
Cartolina pubblicitaria del film con un diverbio tra Sean e Will.

Durante una tradizionale festa del paese, con una corsa di cavalli in cui Sean vince su tutti i partecipanti, alcuni suoi amici, tra cui il sacerdote cattolico padre Lonergan, fanno credere a Will Danaher che la ricca vedova Tillane (ex proprietaria della fattoria dei Thornton) sarebbe disposta a sposarlo, ma solo se Mary Kate non vivesse più in casa sua. Danaher quindi acconsente al matrimonio ma, scoperto l'inganno il giorno delle nozze, si rifiuta di consegnare alla sorella la dote, costituita da una grossa somma di denaro e dai mobili ereditati dalla loro madre. Sean, che non ha problemi economici, non si preoccupa della dote, ma non comprende che per Mary Kate essa rappresenta la sua indipendenza e la sua identità. Sconvolta dal rifiuto di Sean di affrontare il fratello e di chiedere ciò che è suo legalmente, Mary Kate crede che Sean sia un debole che non sa far rispettare i loro diritti e i due passano la prima notte di nozze separati in casa. La mattina seguente scoprono che gli altri abitanti del villaggio avevano convinto Will a cedere i mobili di Mary Kate, ma non i suoi soldi.
Dopo l'ennesimo rifiuto di Sean di chiedere i soldi al cognato, Mary Kate lo lascia appiedato e torna a Innisfree - erano andati a fare compere nella cittadina vicina a cinque miglia di distanza - e l'uomo, di ritorno verso casa, si ferma a confidarsi con il sacerdote della chiesa protestante, il reverendo Playfair, che è l'unico che conosce la vera storia di Sean, avendo conservato dei ritagli di giornale sull'uccisione del pugile avversario: egli è l'unico che capisce il conflitto interno di Sean e il suo rifiuto allo scontro fisico.
Nel tentativo di costringere Sean a confrontarsi con Will, Mary Kate lo lascia e sale su un treno per Dublino che è in partenza da Castletown. Sean la raggiunge con il cavallo e la trascina via dal treno. Seguito dagli abitanti del paese, curiosi di sapere come andrà a finire, la costringe a camminare con lui le cinque miglia di ritorno a Innisfree. Giunti direttamente alla fattoria Danaher, Sean chiede a Will la sua dote e, quando questi si rifiuta, getta Mary Kate verso di lui, dicendo che "nessuna dote, nessun matrimonio". Punto nell'orgoglio, Will finalmente paga la parte monetaria della dote di sua sorella. Sean lancia i soldi in una fornace vicina che Mary Kate tiene aperta, dimostrando così che lei non si preoccupava dei soldi, ma solo di ciò che essi rappresentavano.
Mentre Mary Kate si allontana, annunciando che andrà a casa a preparare la cena inizia fra Will e Sean la «...più epica scazzottata della storia del cinema, non tanto per la sua specifica caratteristica spettacolare… quanto perché, sottratta alla tradizionale collocazione claustrofobica, diventa immagine di purificazione collettiva, partecipata condivisione di un senso comune della vita». I due uomini si trascinano a suon di pugni fino al paese seguiti e incitati dalla folla, fino a che ubriachi e ormai divenuti amici, tornano a casa da una titubante Mary Kate che serve loro la cena.
Nel finale, Will inizia a corteggiare "secondo le tradizioni" la vedova Tillane, e così "la pace viene restituita a Innisfree".

## Produzione
Le riprese sono iniziate il 7 giugno 1951. Tutte le scene all'aperto sono state girate in Irlanda nella contea di Mayo e nella contea di Galway, mentre le scene di interni sono state girate verso la fine di luglio agli Studios di Hollywood.
Il film rappresentò un'esperienza inedita per Wayne e Ford, entrambi noti soprattutto per i film western. Ford lesse la storia nel 1933 ed acquistò i diritti per 10 dollari. L'autore della storia percepì altri 2.500 dollari quando la casa di produzione acquistò l'idea, e ottenne un pagamento finale di 3.750 dollari quando il film venne realizzato. La Republic Pictures accettò di finanziare il film solo a condizione che i due protagonisti ed il regista facessero prima un film western, partendo quindi per l'Irlanda solo dopo aver completato Rio Bravo (1950).
Una delle condizioni poste dalla Republic Pictures fu che il film si svolgesse in due ore, tuttavia il risultato finale fu di due ore e nove minuti. Durante la proiezione del film per i dirigenti, Ford fermò il film a circa due ore, lasciando in sospeso il finale, cosicché i dirigenti si persuasero e permisero al film la durata voluta dal regista. 

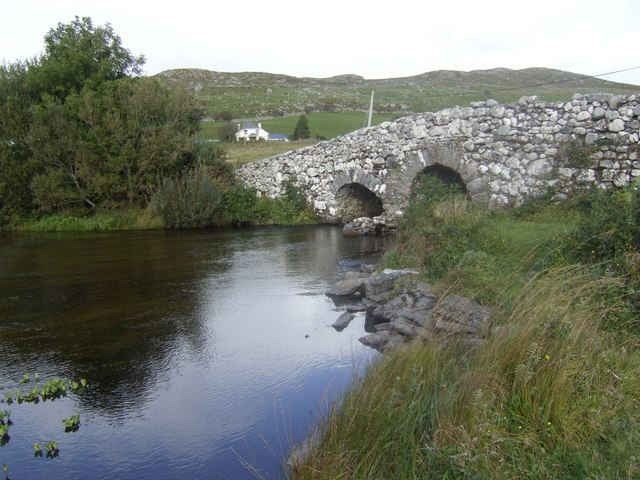
Il "Ponticello dell'uomo tranquillo"

La storia è ambientata nella comunità fittizia di Inisfree. Questa non è da confondere con il lago dell'isola di Innisfree, sito a Lough Gill sul confine di Sligo, reso famoso dal poeta William Butler Yeats. Molte scene furono effettivamente girate in un villaggio di Cong, nella contea di Mayo, in particolare alla base del castello di Ashford che, in seguito al successo del film, è divenuto una località turistica. Altre località del film includono Thoor Ballylee, la stazione ferroviaria di Ballyglunin vicino a Tuam nella contea di Galway (che nel film è la fittizia stazione di Castletown), la spiaggia di Lettergesh, dove è stata girata la scena della corsa di cavalli, il "Ponticello dell'uomo tranquillo", su cui si ferma Sean al suo arrivo per ammirare la casa d'infanzia, posto sulla strada N59 tra Maam Cross e Oughterard.
Il film mostra una rappresentazione idealizzata della società irlandese, senza divisioni basate sulla religione. Il sacerdote cattolico, padre Lonergan, e il reverendo protestante Playfair mantengono un forte rapporto amichevole in tutto il film, cosa che rappresentava la norma in quello che allora era lo Stato irlandese libero. Le tensioni religiose si verificarono negli anni Trenta, ma erano la norma solo nell'Irlanda del Nord. Inoltre, seguendo uno stereotipo classico, gli uomini vengono rappresentati quasi tutti con la pipa perennemente in bocca, intenti a scommettere su qualunque cosa - mania che contagia anche i sacerdoti - e pronti a brindare ogni qualvolta se ne presenti l'occasione con la pinta di birra scura in mano. Si ironizza sulla lentezza dei treni, che sono sempre in ritardo a causa delle discussioni che i macchinisti hanno in ogni stazione con i capistazione, sulla curiosità della gente per ogni fatto particolare che avviene in paese (memorabile la camminata di Sean che riporta la moglie a casa seguiti da una folla di curiosi via via più numerosa), sulle usanze di fidanzamento particolarmente severe, ecc.
Protagonista indiscusso del film è il paesaggio irlandese, con le sue verdi vallate, i suoi muretti in pietra, i placidi fiumiciattoli.

### Colonna sonora
Ford ha scelto il suo amico, il compositore di Hollywood Victor Young, per comporre la colonna sonora del film. Young ha inserito nella colonna sonora molte ballate irlandesi come Rakes of Mallow e The Wild Colonial Boy. Un brano musicale scelto dallo stesso Ford è molto importante: si tratta della melodia Isle of Innisfree scritta non da Young, ma dal poliziotto/cantautore irlandese Richard Farrelly. La melodia di questo brano, che viene ascoltata per la prima volta nella sequenza iniziale, è il tema musicale principale e viene ripresa varie volte nel corso del film.
Quando Maureen O'Hara è morta nell'ottobre 2015, la sua famiglia ha dichiarato che l'attrice ha ascoltato la musica del film durante le sue ultime ore.

## Curiosità e citazioni

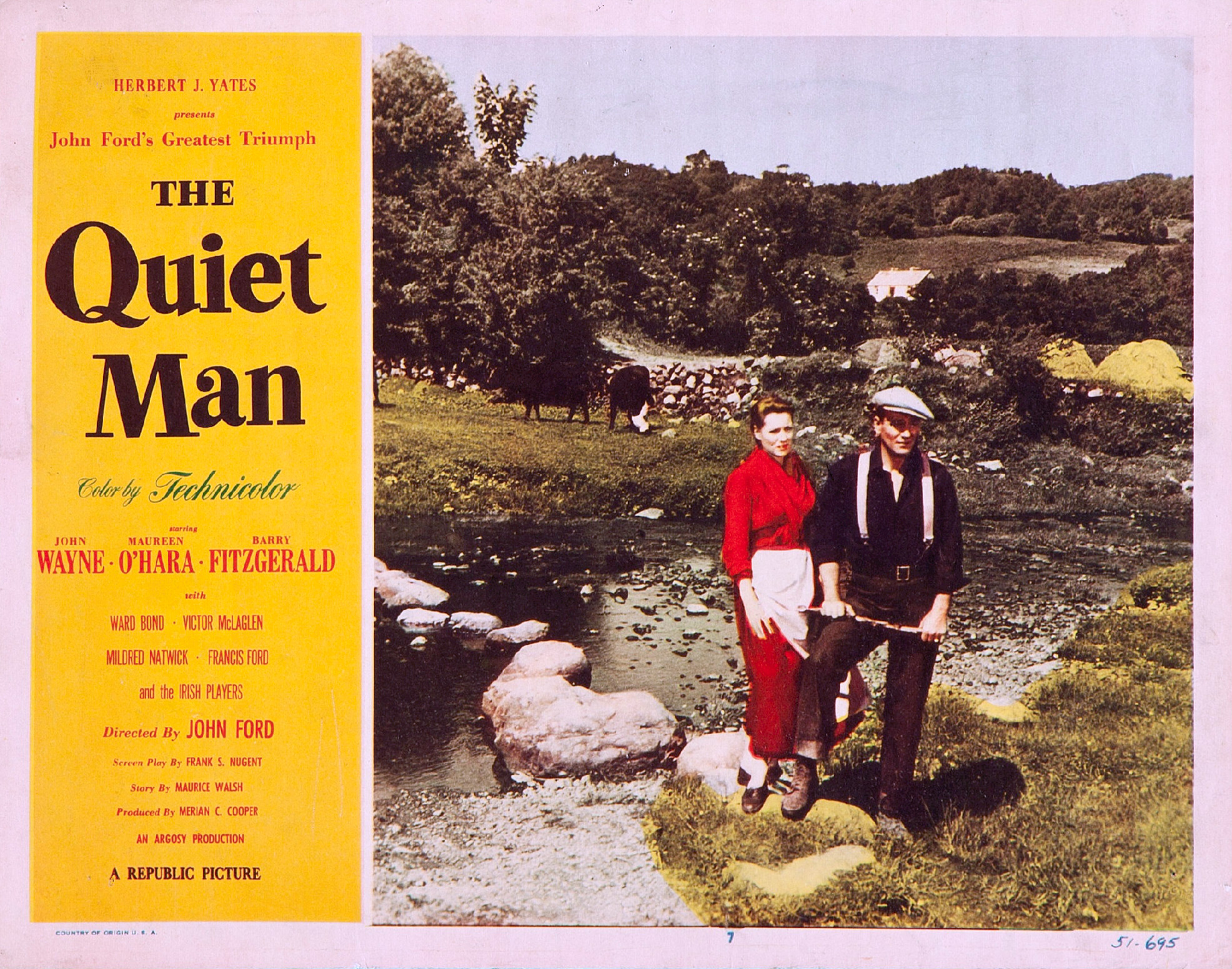
Cartolina pubblicitaria con i due protagonisti nella scena finale.

- Nella scena finale, mentre Sean e Mary Kate salutano la partenza del vescovo protestante dal giardino di casa loro, lei sussurra qualcosa a lui provocando un'inaspettata reazione. La battuta pronunciata rimase nota solo ai protagonisti e a Ford in quanto, in cambio di aver detto questa frase non prevista O'Hara ha insistito sul fatto che la stessa non fosse mai divulgata da alcuna parte coinvolta. Nelle sue memorie afferma che si era rifiutata di dire la battuta in un primo momento in quanto "non poteva dire una cosa così a Wayne" ("she couldn't possibly say that to Duke"), ma Ford insistette, sostenendo di aver bisogno di una vera e propria reazione di shock da parte di Wayne[5].
- Il colore verde, simbolo dell'Irlanda, domina ogni scena del film, ma gli attori non indossano nessun costume di tale colore tranne il vestito floreale di Maureen O'Hara nella scena del cimitero[5].
- Nella scena in cui Michelino entra nella camera da letto e guarda il letto rotto dicendo "Impetuoso, omerico!" c'è un caso di censura, infatti la frase seguente verrà tagliata. Evidentemente, qualcuno ritenne che era sconveniente la frase: "Impetuoso, omerico, il potere dell'uomo!"[5].
- John Ford pensò che la scena in cui Thornton trascina Mary Kate attraverso il campo e lei perde la sua scarpa e cade fosse del tutto spontanea, in realtà John Wayne e Maureen O'Hara avevano provato la sequenza con meticolosità[5].
- La gente del posto nella città di Cong, dove avevano luogo le riprese, era comprensibilmente eccitata e entusiasta della produzione. Molti di loro hanno lavorato sul set, tra cui Joe Mellotte il cui compito era, secondo John Wayne, fornirgli sigarette per tutto il giorno. Ma il loro entusiasmo ha provocato anche dei ritardi perché erano sempre presenti sul set, comparendo e scomparendo da scene in cui non avrebbero dovuto esserci[5].
- Sono state girate diverse scene che non sono poi apparse nel film. In una, Mary parla in gaelico per salutare Sean per la prima volta. C'è poi una scena in cui padre Lonergan e Michelino discutono di scommesse sui cavalli (ritenuta offensiva perché il primo è un sacerdote). La scena iniziale del film vedeva Wayne sul treno, mentre parlava a una madre e al suo bambino il quale gli dava una mela; nella scena di apertura del montaggio finale, Wayne lascia il treno tenendo la mela e ringraziando il figlio "invisibile"[5].
- La scena in cui Sean (John Wayne) bacia Mary Kate (Maureen O'Hara) viene mostrata nel film E.T. l'extra-terrestre (1982), precisamente quando E.T. guarda la televisione.
- La stessa scena è stata ripresa nell'episodio della ventunesima stagione de I Simpson, Rubare la prima base, nel momento in cui Bart Simpson bacia una sua coetanea, Nikki. Il bacio è accompagnato da diverse scene di baci di film famosi.

## Riconoscimenti
- 1953 - Premio Oscar
  - Migliore regia a John Ford
  - Migliore fotografia a Winton C. Hoch e Archie Stout
  - Nomination Miglior film a John Ford e Merian C. Cooper
  - Nomination Miglior attore non protagonista a Victor McLaglen
  - Nomination Migliore sceneggiatura non originale a Frank S. Nugent
  - Nomination Migliore scenografia a Frank Hotaling, John McCarthy Jr. e Charles S. Thompson
  - Nomination Miglior sonoro a Daniel J. Bloomberg
- 1953 - Golden Globe
  - Nomination Migliore regia a John Ford
  - Nomination Miglior colonna sonora a Victor Young
- 1952 - National Board of Review Award
  - Miglior film
- 1952 - Festival di Venezia
  - Premio Internazionale a John Ford
  - Premio OCIC a John Ford
  - Nomination Leone d'Oro a John Ford